# Shadowlands (film)
Shadowlands is een Britse dramafilm uit 1993 onder regie van Richard Attenborough. De film is een bewerking van het gelijknamige toneelstuk. Debra Winger kreeg een Oscarnominatie voor haar rol.

## Verhaal
C.S. (Jack) Lewis is de auteur van De Kronieken van Narnia. In de jaren 50 geeft hij les aan de universiteit van Oxford. Hij leert er de Amerikaanse dichteres Joy Gresham kennen en er ontstaat een liefdesrelatie tussen de twee.

## Rolverdeling
| Acteur            | Personage         |
| ----------------- | ----------------- |
| Anthony Hopkins   | C.S. Lewis        |
| Debra Winger      | Joy Gresham       |
| Julian Fellowes   | Desmond Arding    |
| Roddy Maude-Roxby | Arnold Dopliss    |
| Michael Denison   | Harry Harrington  |
| Andrew Seear      | Bob Chafer        |
| Tim McMullan      | Nick Farrell      |
| John Wood         | Christopher Riley |
| Andrew Hawkins    | Rupert Parrish    |
| Peter Howell      | Rector            |
| Edward Hardwicke  | Warnie Lewis      |
| Robert Flemyng    | Claude Bird       |
| James Frain       | Peter Whistler    |
| Toby Whithouse    | Frith             |
| Daniel Goode      | Lieven            |
| Scott Handy       | Standish          |

## Achtergrond
Nigel Hawthorne speelde de hoofdrol in het toneelstuk Shadowlands maar hij werd voor de filmversie gezien als een te onbekende naam. Voor Richard Attenborough werd gekozen, werd aan Sidney Pollack of aan Barbra Streisand gedacht om de film te regisseren. Deze laatste zou dan ook de hoofdrol spelen, maar zij koos voor het (niet-gerealiseerde) project The normal Heart.